# Liste der amtierenden deutschen Landeskultusminister
Landeskultusminister leiten in den deutschen Ländern das jeweils für das Bildungswesen zuständige Landesministerium.
Im Rahmen des kooperativen Föderalismus arbeiten die Kultusminister der Länder in der Kultusministerkonferenz (kurz KMK) zusammen.

## Amtierende Landeskultusminister der deutschen Länder
Von den amtierenden 16 Landeskultusministern sind zehn Frauen und sechs Männer. Sieben Amtsinhaber gehören der CDU, fünf der SPD, zwei den Grünen sowie einer den Linken und den Freien Wählern an.
Die längste Amtszeit der gegenwärtigen Landeskultusminister hat Christine Streichert-Clivot (SPD, seit September 2019 im Saarland).
| Land                   | Oberste Landesbehörde                                                                 | Name                        | Amtsantritt        | Regierung/-en 1                  | Partei | Partei | Bild |
| ---------------------- | ------------------------------------------------------------------------------------- | --------------------------- | ------------------ | -------------------------------- | ------ | ------ | ---- |
| Baden-Württemberg      | Ministerium für Kultus, Jugend und Sport                                              | Theresa Schopper            | 12. Mai 2021       | Kretschmann III                  |        | Grüne  |      |
| Bayern                 | Staatsministerium für Unterricht und Kultus                                           | Anna Stolz                  | 8. November 2023   | Söder III                        |        | FW     |      |
| Berlin                 | Senatsverwaltung für Bildung, Jugend und Familie                                      | Katharina Günther-Wünsch    | 27. April 2023     | Wegner                           |        | CDU    |      |
| Brandenburg            | Ministerium für Bildung, Jugend und Sport                                             | Steffen Freiberg            | 10. Mai 2023       | Woidke III Woidke IV             |        | SPD    |      |
| Bremen                 | Senatorin für Kinder und Bildung                                                      | Sascha Karolin Aulepp       | 7. Juli 2021       | Bovenschulte I Bovenschulte II   |        | SPD    |      |
| Hamburg                | Behörde für Schule, Familie und Berufsbildung                                         | Ksenija Bekeris             | 17. Januar 2024    | Tschentscher II Tschentscher III |        | SPD    |      |
| Hessen                 | Hessisches Ministerium für Kultus, Bildung und Chancen                                | Armin Schwarz               | 18. Januar 2024    | Rhein II                         |        | CDU    |      |
| Mecklenburg-Vorpommern | Ministerium für Bildung und Kindertagesförderung                                      | Simone Oldenburg            | 15. November 2021  | Schwesig II                      |        | Linke  |      |
| Niedersachsen          | Niedersächsisches Kultusministerium                                                   | Julia Hamburg               | 8. November 2022   | Weil III Lies                    |        | Grüne  |      |
| Nordrhein-Westfalen    | Ministerium für Schule und Bildung                                                    | Dorothee Feller             | 29. Juni 2022      | Wüst II                          |        | CDU    |      |
| Rheinland-Pfalz        | Ministerium für Bildung                                                               | Sven Teuber                 | 14. Mai 2025       | Schweitzer                       |        | SPD    |      |
| Saarland               | Ministerium für Bildung und Kultur                                                    | Christine Streichert-Clivot | 18. September 2019 | Hans Rehlinger                   |        | SPD    |      |
| Sachsen                | Staatsministerium für Kultus                                                          | Conrad Clemens              | 19. Dezember 2024  | Kretschmer III                   |        | CDU    |      |
| Sachsen-Anhalt         | Ministerium für Bildung                                                               | Jan Riedel                  | 29. Juni 2025      | Haseloff III                     |        | CDU    |      |
| Schleswig-Holstein     | Ministerium für Allgemeine und Berufliche Bildung, Wissenschaft, Forschung und Kultur | Dorit Stenke                | 7. Mai 2025        | Günther II                       |        | CDU    |      |
| Thüringen              | Ministerium für Bildung, Wissenschaft und Kultur                                      | Christian Tischner          | 13. Dezember 2024  | Voigt                            |        | CDU    |      |